# 伊瑟瑙森
伊瑟瑙森（法語：Issenhausen，法語發音：[isənauzən]）是法国下莱茵省的一个市镇，属于萨韦尔讷区。

## 地理
伊瑟瑙森（48°48'18"N, 7°32'13"E）面积2.1 平方千米，位于法国大東部大區下莱茵省，该省份为法国大陆部分最东部的省份，是阿尔萨斯的一部分，今与上莱茵省组成了阿尔萨斯欧洲集体，其南至上莱茵省，西南接孚日省和默尔特-摩泽尔省，西接摩泽尔省，北与德国接壤。
与伊瑟瑙森接壤的市镇（或旧市镇、城区）包括：比斯维莱尔、博塞尔索桑、基尔维莱尔、利克绍森、林根多夫、盖斯维莱尔-泽伯斯多夫。
伊瑟瑙森的时区为UTC+01:00、UTC+02:00（夏令时）。

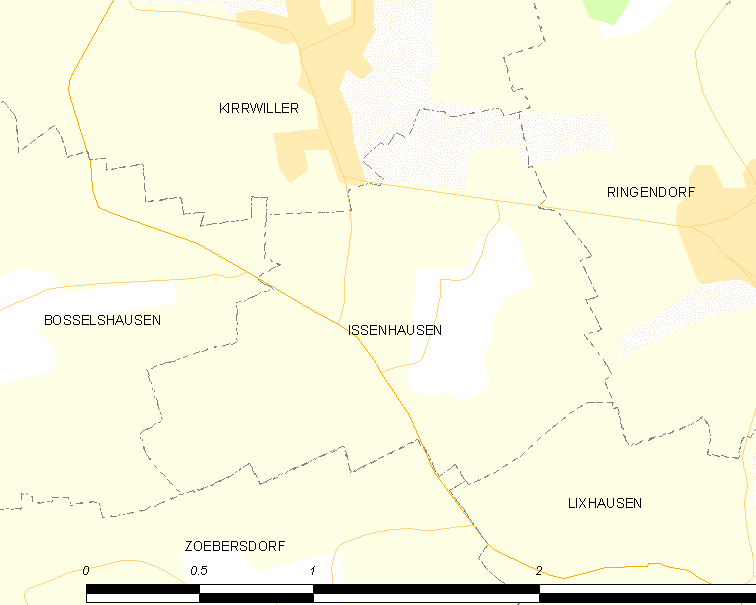
伊瑟瑙森的OSM定位图

## 行政
伊瑟瑙森的邮政编码为67330，INSEE市镇编码为67225。

## 政治
伊瑟瑙森所属的省级选区为布克斯维莱尔县。

## 人口

1962-2008年间伊瑟瑙森人口变化图示

伊瑟瑙森于2022年1月1日时的人口数量为108人。